# Luna (Aragó)
Luna és un municipi d'Aragó situat a la província de Saragossa i enquadrat a la comarca de Las Cinco Villas. Compta a més amb els nuclis de Júnez, Lacorvilla i el despoblat de Lacasta. Fou el centre del comtat de Luna. Actualment depèn del bisbat de Jaca i del partit judicial d'Eixea.

## Agermanaments
- Arsac e Arrasiguet